# Isolant de Mott
Pour les articles homonymes, voir Mott.
Les isolants de Mott sont des matériaux présentant une phase conductrice, avec une structure de bande électronique (voir théorie des bandes) délocalisée sur tout le réseau cristallin, et pouvant devenir isolant du fait d'une forte interaction répulsive entre électrons, entrainant leur localisation sur les noyaux atomiques. 
Dans un solide, lorsque les interactions répulsives entre les électrons d'un métal deviennent trop fortes, il peut se produire une "localisation" des électrons qui restent "accrochés" aux atomes constituant le réseau cristallin. Le transport de charge, comme dans un conducteur, n'est alors plus possible : le solide devient un isolant, dit "de Mott", du nom de Sir Nevil Mott, prix Nobel 1977, qui avait compris ce mécanisme physique dès 1949. Cet isolant est cependant d'une nature bien différente des isolants conventionnels (cas de nombreux oxydes, par exemple), où la structure de bande électronique montre à toute température une bande de conduction vide, séparée par un grand gap de la bande de valence complètement occupée.  
L'état "isolant de Mott", usuellement observé en abaissant la température, est induit par les interactions de localisation des électrons. Ce phénomène joue un rôle essentiel dans la physique de toute une classe de matériaux, les " matériaux à électrons fortement corrélés ", qui sont l'objet d'un intérêt considérable depuis les années 1980.

## Histoire
Bien que la théorie des bandes permit d'expliquer de nombreuses propriétés électriques des solides, Jan Hendrik de Boer et Evert Verwey (en) démontrèrent en 1937 que certains oxydes, attendus comme conducteurs, se révèlent isolants. Nevill Mott et Rudolf Peierls expliquèrent cette anomalie en incluant les interactions entre électrons,.

## Principes
La phase isolante de Mott est un état qui s'explique bien dans le cadre de la mécanique quantique. Il s'oppose à la phase superfluide, ou état conducteur.

### Phase superfluide conductrice
L'état superfluide apparaît lorsque des particules quantiques sont refroidies au point d'être délocalisées spatialement. À température suffisamment basse, la présence d'un réseau de puits de potentiel interdirait classiquement une telle délocalisation (à une température telle que l'énergie cinétique des particules est plus basse que la barrière entre les puits de potentiel). Cependant, grâce à l'effet tunnel entre les puits, la délocalisation des fonctions d'onde est maintenue sur l'ensemble du réseau. Ainsi, bien que le réseau modifie sensiblement la fonction d'onde, il ne rompt pas la cohérence spatiale (il y a un rapport de phase bien défini entre chaque puits). Cette cohérence spatiale est corrélative de la distribution statistique du nombre de particules de chaque puits : il s'agit d'une distribution statistique de loi de Poisson. 
Dans une vision semi-classique, on peut résumer la phase superfluide dans un réseau de la manière suivante : les particules peuplent des puits de potentiel dont elles peuvent s'échapper par effet tunnel. Le nombre de particules par puits n'est pas défini strictement mais statistiquement.

### Phase isolante
Lorsque les effets dus aux interactions répulsives entre les particules sont importants, il existe des configurations de distribution des particules plus favorables en énergie. Dans le cas d'un nombre de particules commensurable au nombre de puits de potentiel, et si les interactions sont assez fortes, le système est doté d'un état fondamental dont la caractéristique principale est un nombre défini de particules par puits de potentiel (la distribution de Poisson disparaît). Cet état fondamental est séparé des autres états d'occupation par un quantum d'énergie (gap) qui correspond à l'énergie qu'il faudrait apporter à une particule pour sortir d'un puits et en occuper un autre (et ainsi augmenter l'énergie d'interaction). L'état macroscopique est donc dit isolant au sens où les particules ne sont plus délocalisées. 

## Exemples
- Cuprates
- Double couche de graphène avec une désorientation de 1,1°[5],[6]
- Oxyde de nickel(II)